# شارع عشرين (الأعظمية)

شارع 20 في منطقة الأعظمية عام 1961

شارع عشرين واسمه الرسمي شارع ابن الجوزي، هو أحد شوارع الرصافة من العاصمة بغداد، ويقع شارع عشرين في مدينة الاعظمية، ويتوسط المحلة رقم 314 الواقعة بين شارع عمر بن عبد العزيز وشارع الإمام الأعظم، وعلى جانبيه أسواق عديدة ويشتهر بالمباني التي تحوي محلات وشقق سكنية وفي وسطه محلات لبيع الطيور وطعامها، وكذلك يقع في وسطه متنزه حديقة الرحبي والذي يجاوره مركز طبي تعاوني. ورقم الشارع وفقاً للبلدية هو 20.

## معالم الشارع
- ضريح الطبري في حديقة الرحبي وسط شارع عشرين.[3]